# Echetlus peristhenes
Echetlus peristhenes är en insektsart som först beskrevs av John Obadiah Westwood 1859.  Echetlus peristhenes ingår i släktet Echetlus och familjen Phasmatidae. Inga underarter finns listade i Catalogue of Life.